# Joachim Kreuzburg
Joachim Kreuzburg (* 22. April 1965 in Höxter) ist seit 2005 Vorstandsvorsitzender der Sartorius AG.

## Leben & Wirken
Nach dem Maschinenbaustudium in Hannover arbeitete Kreuzburg als wissenschaftlicher Angestellter am Institut für Solarenergieforschung (ISFH), wo er zu Themen wie der ökonomischen und ökologischen Beurteilung erneuerbarer Energien forschte. Danach wechselte er an die Universität Hannover an den Lehrstuhl von Professor Müller und schrieb seine Dissertation über ein wasserwirtschaftliches Thema. 
Im Jahr 1999 trat Kreuzburg in die Sartorius AG ein, wo er zunächst im Innovations-Controlling arbeitete. Seit 2002 ist er Mitglied des Vorstands, wurde 2003 zum Sprecher des Vorstands und 2005 zum Vorstandsvorsitzenden berufen. 
Kreuzburg ist unter anderem Mitglied des Aufsichtsrats der Carl Zeiss AG und stellvertretender Aufsichtsratsvorsitzender der Otto Bock SE & Co. KGaA sowie Mitglied im Wirtschaftsbeirat der Norddeutschen Landesbank. Er ist zudem Mitglied des Senats der Deutschen Akademie der Technikwissenschaften (acatech).